# Episodi di Cardfight!! Vanguard G: Z
Cardfight!! Vanguard G: Z (カードファイト!! ヴァンガードG Z?, Kādofaito!! Vangādo G Z) è stato trasmesso originalmente in Giappone dall'8 ottobre 2017 al 1º aprile 2018 su TV Tokyo per un totale di 24 episodi. Le sigle sono rispettivamente Jo no Ka di Kiryu (apertura) e －HEROIC ADVENT－ di Roselia (chiusura).

Il logo della serie

Un gruppo di sei unità provenienti dal Pianeta Cray, chiamati gli "Apostoli", hanno invaso la Terra. Armati con il potere dei Draghi Zeroth, gli Apostoli cercano di far tornare in vita Gyze, Drago Divinità della Distruzione, che provò a distruggere Cray in passato. La battaglia finale tra i Vanguard e Drago Divinità della Distruzione ha inizio.

## Lista episodi
| Nº serie  | Nº         | Titolo italiano (traduzione letterale) Giapponese 「Kanji」 - Rōmaji                      | In onda          | In onda |
| Nº serie  | Nº         | Titolo italiano (traduzione letterale) Giapponese 「Kanji」 - Rōmaji                      | Giapponese       |         |
| 151 (347) | Turn 1     | Chrono rubato 「奪われたクロノ」 - Ubawareta Kurono                                       | 8 ottobre 2017   |         |
| 152 (348) | Turn 2     | Una sfida dagli Apostoli 「使徒からの挑戦状」 - Shito kara no chōsen-jō                   | 15 ottobre 2017  |         |
| 153 (349) | Turn 3     | Onda Blu Marshal Valeos 「蒼波元帥 ヴァレオス」 - Aoba gensui Vareosu                     | 22 ottobre 2017  |         |
| 154 (350) | Turn 4     | Drago Zeroes 「ゼロスドラゴン」 - Zerosu Doragon                                          | 29 ottobre 2017  |         |
| 155 (351) | Turn 5     | Drago brucia con vendetta 「復讐に燃える竜」 - Fukushū ni moeru ryū                       | 5 novembre 2017  |         |
| 156 (352) | Turn 6     | Purificare il sovrintendente 「粛清のオーバーロード」 - Shukusei no Ōbārōdo               | 12 novembre 2017 |         |
| 157 (353) | Turn 7     | Relics Crisis 「レリクス・クライシス」 - Rerikusu Kuraishisu                              | 19 novembre 2017 |         |
| 158 (354) | Turn 8     | Il futuro che abbiamo afferrato 「私たちがつかんだ未来」 - Watashitachi ga tsukanda mirai | 26 novembre 2017 |         |
| 159 (355) | Turn 9     | Il Governatore Malvagio, Gredora 「百害女王 グレドーラ」 - Ibirugabanā Guredōra           | 3 dicembre 2017  |         |
| 160 (356) | Turn 10    | La presa finale dell'uomo 「漢のフィニッシュホールド」 - Kan no Finisshu Hōrudo           | 10 dicembre 2017 |         |
| 161 (357) | Turn 11    | Vescovo divinità malvagia, Gastille 「邪神司教 ガスティール」 - Jashin shikyō Gasutīru    | 17 dicembre 2017 |         |
| 162 (358) | Turn 12    | La maledizione conosciuta come destino 「運命という名の呪い」 - Unmei to iu na no noroi   | 24 dicembre 2017 |         |
| 163 (359) | Turn 13    | La nave di Gyze 「ギーゼの器」 - Gīze no utsuwa                                           | 7 gennaio 2018   |         |
| 164 (360) | Turn 14    | L'inizio della fine 「終わりの始まり」 - Owari no hajimari                                | 14 gennaio 2018  |         |
| 165 (361) | Turn 15    | Lotta giurata 「誓いのファイト」 - Chikai no Faito                                        | 21 gennaio 2018  |         |
| 166 (362) | Turn 16    | La speranza che abbiamo ottenuto 「僕たちが手にした希望」 - Bokutachi ga te ni shita kibō | 28 gennaio 2018  |         |
| 167 (363) | Turn 17    | La terra di discesa 「降臨の地」 - Kōrin no ji                                            | 4 febbraio 2018  |         |
| 168 (364) | Turn 18    | L'alba della battaglia decisiva 「決戦の幕開け」 - Kessen no makuake                      | 11 febbraio 2018 |         |
| 169 (365) | Turn 19    | Scelta del buffone 「道化師の選択」 - Dōkeshi no sentaku                                  | 18 febbraio 2018 |         |
| 170 (366) | Turn 20    | Divinità drago della distruzione, Gyze 「破壊の竜神 ギーゼ」 - Hakai no ryūshin Gīze      | 4 marzo 2018     |         |
| 171 (367) | Turn 21    | Vuoto e Vanguard 「虚無と先導者」 - Kyomu to sendō-sha                                    | 11 marzo 2018    |         |
| 172 (368) | Turn 22    | TRY3 「挑戦する3人」 - Toraisurī                                                          | 18 marzo 2018    |         |
| 173 (369) | Final Turn | Trascendenza spazio-temporale 「時空超越」 - Jikū chōetsu                                 | 25 marzo 2018    |         |
| 174 (370) | Extra Turn | TURNO EXTRA 「EXTRA TURN」 - Ekusutora Tān                                                | 1º aprile 2018   |         |

## Home video

### Giappone
Gli episodi di Cardfight!! Vanguard G Z sono stati pubblicati per il mercato home video nipponico in edizione DVD dal 25 luglio 2018 in unico box contenente un CD con alcune character song.
| N° | Data           | Dischi | Episodi | Fonte |
| -- | -------------- | ------ | ------- | ----- |
| 1  | 25 luglio 2018 | 5      | 151-174 | [ 5 ] |